# Agabus slovzovi
Agabus slovzovi är en skalbaggsart som först beskrevs av J. Sahlberg 1880.  Agabus slovzovi ingår i släktet Agabus och familjen dykare. Inga underarter finns listade i Catalogue of Life.